# Logan megye (Kentucky)
Logan megye az Amerikai Egyesült Államokban, azon belül Kentucky államban található. Megyeszékhelye és legnagyobb városa Russellville. Lakosainak száma 27 432 fő (2020. április 1.).

## Szomszédos megyék
- Butler megye (észak)
- Warren megye (északkelet)
- Simpson megye (délkelet)
- Robertson megye (dél)
- Todd megye (nyugat)
- Muhlenberg megye (északnyugat)

## Népesség
A megye népességének változása:
| Lakosok száma | 26 856 | 26 826 | 26 681 | 26 876 | 26 910 | 27 432 |
|               | 2010   | 2011   | 2012   | 2013   | 2015   | 2020   |